# Chaetodon decussatus
Chaetodon decussatus là một loài cá biển thuộc chi Cá bướm (phân chi Rabdophorus) trong họ Cá bướm. Loài này được mô tả lần đầu tiên vào năm 1829.

## Từ nguyên
Tính từ định danh decussatus trong tiếng Latinh có nghĩa là "chéo chữ thập", hàm ý đề cập đến các đường sọc xiên nằm vuông góc với nhau như hình chữ V ở hai bên thân của loài cá này.

## Phạm vi phân bố và môi trường sống
Từ bờ biển Oman và Yemen, C. decussatus được phân bố trải dài về phía đông, băng qua Sri Lanka và Maldives đến biển Andaman (quần đảo Andaman và Nicobar của Ấn Độ và bờ biển Thái Lan), ít nhất là đến đảo Timor ở giới hạn phía đông, xa về phía nam đến rạn san hô Ashmore và đảo Giáng Sinh (Úc).
C. decussatus sinh sống tập trung ở những khu vực mà san hô phát triển phong phú hay có nhiều đá vụn, đặc biệt phổ biến ở những vùng nước đục, độ sâu đến ít nhất là 40 m.

## Mô tả
C. decussatus có chiều dài cơ thể lớn nhất được ghi nhận là 20 cm. Loài này có màu trắng với các sọc chéo mảnh, màu đen xếp thành hình chữ V ở hai bên thân. Vùng màu đen ở thân sau lan rộng sang toàn bộ vây lưng và một phần vây hậu môn. Đầu của C. decussatus có một dải đen dọc qua mắt. Phần trán giữa hai mắt có các vạch sọc cam. Vây hậu môn có một dải vàng tươi. Vây đuôi màu vàng với một vạch đen ngay giữa vây, viền ngoài có màu đen. Vây ngực trong suốt. Vây bụng màu trắng.
Số gai ở vây lưng: 13; Số tia vây ở vây lưng: 24–25; Số gai ở vây hậu môn: 3; Số tia vây ở vây hậu môn: 20–21; Số tia vây ở vây ngực: 15; Số gai ở vây bụng: 1; Số tia vây ở vây bụng: 5.

## Sinh thái học
C. decussatus là loài ăn tạp, thức ăn của chúng bao gồm tảo và một số loài thủy sinh không xương sống nhỏ. Tuy cũng ăn san hô nhưng C. decussatus không hoàn toàn phụ thuộc vào nguồn thức ăn này.
Cá trưởng thành có xu hướng kết đôi với nhau, trong khi cá con thường sống đơn độc.

## Phân loại học
Trong phân chi Rabdophorus, C. decussatus hợp thành một nhóm chị em với Chaetodon auriga và Chaetodon vagabundus. C. decussatus có thể bắt cặp với C. vagabundus, khi một cặp khác loài giữa chúng đã được nhìn thấy ở rạn san hô Ashmore (ngoài khơi Tây Úc).

## Thương mại
Trái với chị em của chúng, C. decussatus hầu như không được xuất khẩu trong ngành thương mại cá cảnh.